# الأصبهبذ خورشيد

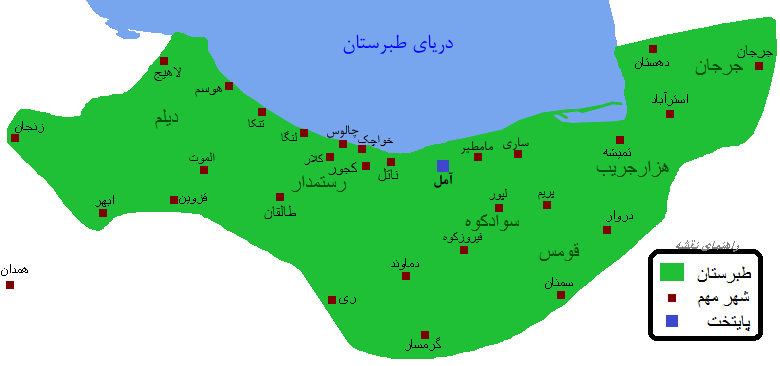
خريطة طبرستان والمناطق المجاورة لها

الأصبهبذ خورشيد (خط بهلوي: hwlšyt) (بالفارسية: اسپهبد خورشید) (734–761)، كان آخر أصبهبذ من السلالة الدابويَّة في طبرستان. تولى العرش في سن مبكرة، وأشرف عليه عمه كوصي حتى بلغ الرابعة عشرة من عمره. حاول خورشيد تأكيد استقلاله عن تبعيته للخلافة العبَّاسية على غرار أسلافه في الاستقلال عن دولة الخلافة، فدعم العديد من الثورات وحافظ على اتصالات مع الصين التانغية ليحافظ على استقلاله، غير أنه في عهد الخليفة أبو جعفر المنصُورتمكن الجيش العبَّاسي بقيادة مُحمَّد المهدي، وخازم بن خزيمة التميمي، وأبو الخصيب مرزوق، وغيرهم، من اجتياح طبرستان وفتحها أخيرًا في سنة 141هـ / 758م، وأسروا معظم أفراد عائلته. فر خورشيد إلى الديلم حيث أنهى حياته من خلال تناول السُّم.